# Pierre Lemaitre
Pierre Lemaitre (Paris, 19 de abril de 1951) é um escritor e roteirista francês vencedor do Prix Goncourt, conhecido internacionalmente pelos romances policiais com o personagem Comandante Camille Verhœven.

## Biografia
Nascido em Paris, Pierre Lemaitre ensinou literatura francesa e americana, análise literária e cultura geral. É hoje escritor e roteirista. Seus romances são traduzidos em mais de quinze línguas.

## Prêmios
Seu primeiro romance Alex ganhou o CWA International Dagger de melhor romance policial de 2013.
Em novembro de 2013, ele recebeu o Prix Goncourt, o principal prêmio literário da França, por Au revoir là-haut, um épico sobre a Primeira Guerra Mundial. Seus romances Camille e Au revoir là-haut ganharam o CWA International Dagger em 2015 e 2016, respectivamente.
Sobre quando ganhou o prêmio Goncourt, ele relata:

No dia em que me deram o Goncourt, eu disse a um jornalista como justificativa: 'Sou autor de romances policiais'. No mesmo dia, e eu disse a mim mesmo: haverá colegas que me dirão alguma coisa, que me escreverão um e-mail. Nada, nada, nada. Quinze meses depois, nada. Acho que consigo entender. É o efeito gueto: quando você faz parte de um gênero que dizem que não pode ter bons escritores e um deles sai e é reconhecido, você pensa que ele traiu o grupo, que até usou a família para ganhar medalhas e então desistiu porque acha que vale mais do que o resto.

## Obras

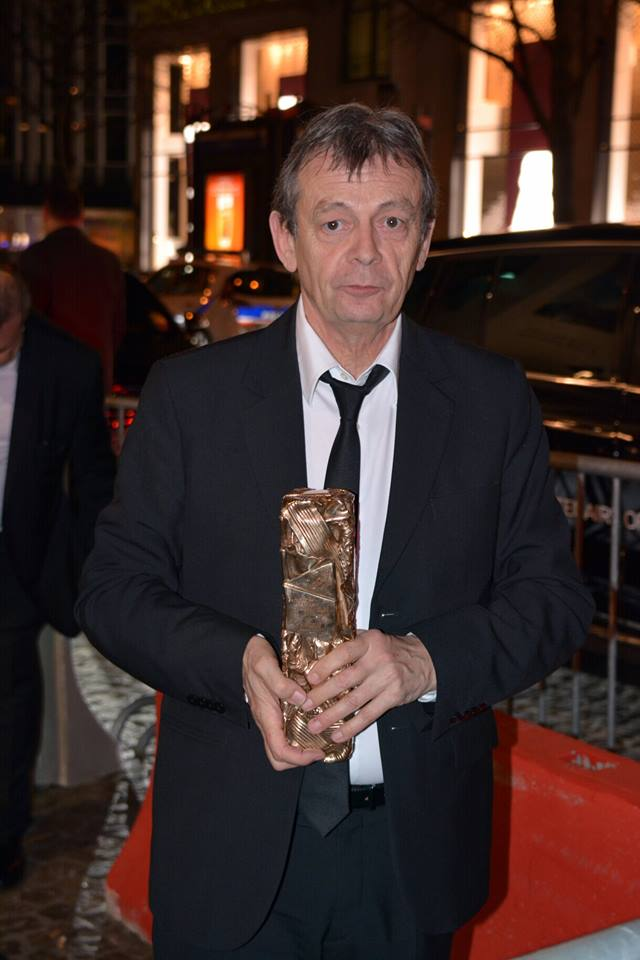
Pierre Lemaitre na cerimônia do César 2018

### Série do Camille Verhœven
1. Travail soigné (2006) no Brasil: Irene (Universo dos Livros, 2015) / em Portugal: Irene (Clube do Autor, 2015)
2. Alex (2011) no Brasil: (Universo dos Livros, 2021) / em Portugal: (Sextante Editora, 2012)
3. Les Grands Moyens (2011)
4. Camille (2012) no Brasil: (Universo dos Livros, 2021) / em Portugal: A Cicatriz do Mal (Clube do Autor, 2017)

### TrilogiaLes Enfants du désastre
1. Au revoir là-haut (2013)
2. Couleurs de l'incendie (2018)
3. Miroir de nos peines (2020)

### SérieLes Années glorieuses
- Le Grand Monde (2022)

### Livros isolados
- Robe de marié (2009) no Brasil: Vestido de Noivo (Vestígio, 2013) ou Bodas de Sangue (Gutenberg, 2020)
- Cadres noirs (2010) no Brasil: Recursos desumanos (Gutenberg, 2020)
- Trois jours et une vie (2016)
- Le Serpent majuscule (2021)

## Filmografia

### Cinema
- Alex (2014) (supervisão do roteiro)
- Au revoir là-haut (2017) (supervisão do roteiro) (wikipedia em inglês: en:See You Up There (film))
- Au secours (2017) (realização)
- Trois jours et une vie (2019) (roteiro e papel do Promotor do Rei)

## Adaptações

### Televisão
- Dérapages (2018) (mini-série - ARTE) baseado em seu romance Cadres noirs. (wikipedia em inglês: en:Inhuman Resources)